# Condado de Harnett
El condado de Harnett (en inglés: Harnett County, North Carolina), fundado en 1855, es uno de los 100 condados del estado estadounidense de Carolina del Norte. En el año 2000 tenía una población de 91 025 habitantes con densidad poblacional de 59 personas por km². La sede del condado es Lillington.

## Geografía
Según la Oficina del Censo, el condado tiene un área total de 1557 km² (601,2 mi²), de la cual 1541 km² (595 mi²) es tierra y 16 km² (6,2 mi²) es agua.

### Condados adyacentes
- Condado de Wake norte-noreste
- Condado de Johnston este
- Condado de Sampson sureste
- Condado de Cumberland sur
- Condado de More suroeste
- Condado de Lee noroeste
- Condado de Chatham norte-noroeste

## Demografía
En el 2000 la renta per cápita promedia del condado era de $35 105, y el ingreso promedio para una familia era de $41 176. El ingreso per cápita para el condado era de $16 775. En 2000 los hombres tenían un ingreso per cápita de $30 265 contra $22 283 para las mujeres. Alrededor del 19,40% de la población estaba bajo el umbral de pobreza nacional.

## Lugares

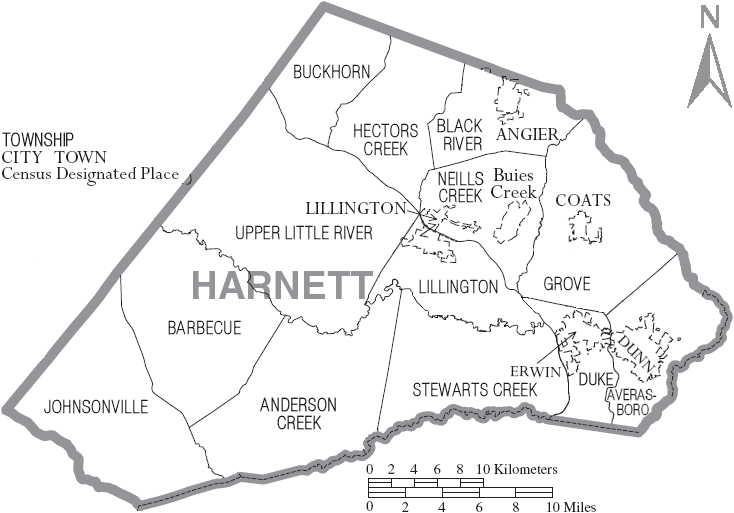
Mapa del Condado de Harnett en Carolina del Norte con sus municipios

### Municipios
El condado se divide en trece municipios:
Municipio de Anderson Creek, Municipio de Averasboro, Municipio de Barbecue, Municipio de Black River, Municipio de Buckhorn, Municipio de Duke, Municipio de Grove, Municipio de Hectors Creek, Municipio de Johnsonville, Municipio de Lillington, Municipio de Neills Creek, Municipio de Stewarts Creek y Municipio de Upper Little River.

### Ciudades y pueblos
- Angier
- Coats
- Dunn
- Erwin
- Lillington

### Comunidades no incorporadas
| - Anderson Creek - Barbecue - Barclaysville - Buies Creek - Bunnlevel | - Cape Fear - Chalybeate Springs - Cokesbury - Duncan - Johnsonville | - Harnett - Kipling - Luart - Mamers - Olivia | - Overhills - Pineview - Ryes - Seminole - Shawtown | - Spout Springs - Turlington |